# 오비시마섬

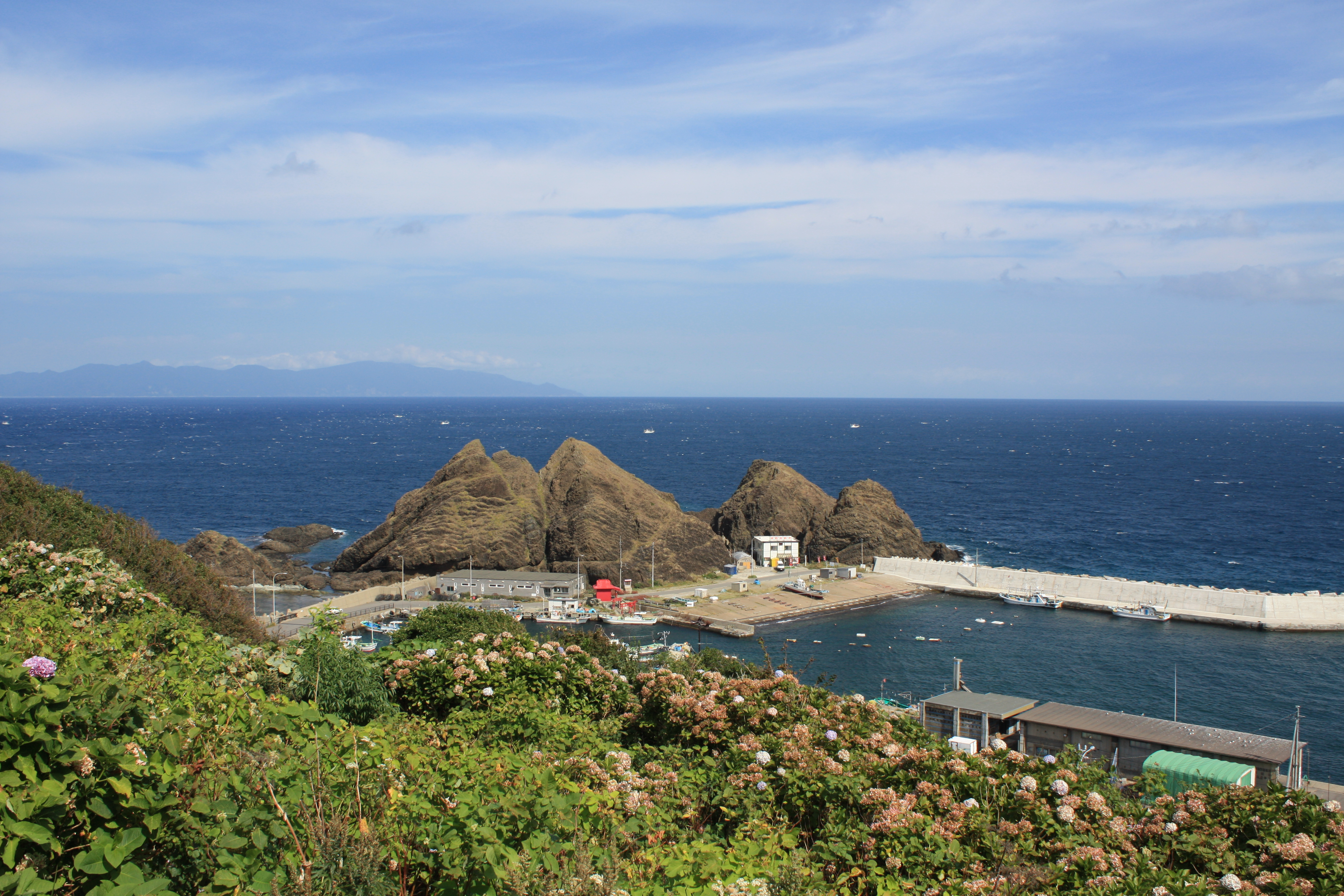
오비시마섬의 사진

오비시마섬(帯島, おびしま)은 일본 혼슈 아오모리현 히가시쓰가루군 소토가하마정에 속하는 섬이다.
소토가하마정 최북단에 속하는 섬으로 북위 41도 15분 43초에 위치해 있는 섬이다. 쓰가루 해협에 위치해 있다. 면적은 0.03 km2 정도이며 최고 높이는 37m이다.